# CONCACAF Champions Cup 2008
De CONCACAF Champions Cup 2008 was de 43e editie en laatste editie onder deze naam van dit voetbaltoernooi voor clubs die door de CONCACAF wordt georganiseerd. Vanaf het seizoen 2008/09 ging het toernooi verder onder de naam CONCACAF Champions League.
CF Pachuca nam als winnaar van dit continentaal toernooi deel aan het Wereldkampioenschap voetbal voor clubs 2008.

## Gekwalificeerde teams
Noord-Amerika
 CF Pachuca (Titelhouder + kampioen Clausura 2006/07)
 CF Atlante (kampioen Apertura 2007/08)
 DC United (winnaar MLS Supporters' Shield 2007)
 Houston Dynamo (winnaar MLS Cup 2007)
Centraal-Amerika
 CD Motagua (winnaar Copa Interclubes UNCAF)
 Deportivo Saprissa (verliezend finalist Copa Interclubes UNCAF)
 CSD Municipal (derde in Copa Interclubes UNCAF)
Caraïben
 Harbour View FC (winnaar CFU Club Championship 2007)

## Wedstrijden
De loting vond plaats op 18 december 2007.

### Kwartfinale
|                        |               |       |                |                                                                                                 |
| 12 maart 2008 20:10 CT | CSD Municipal | 0 – 0 | Houston Dynamo | Estadio Mateo Flores, Guatemala-Stad Toeschouwers: 22.250 Scheidsrechter: Edgar Rodriguez (CRC) |
| 12 maart 2008 20:10 CT |               |       |                | Estadio Mateo Flores, Guatemala-Stad Toeschouwers: 22.250 Scheidsrechter: Edgar Rodriguez (CRC) |

|                        |                                                  |       |                       |                                                                                      |
| 19 maart 2008 19:40 CT | Houston Dynamo                                   | 3 – 1 | CSD Municipal         | Robertson Stadium, Houston Toeschouwers: 14.348 Scheidsrechter: Mauricio Mejia (MEX) |
| 19 maart 2008 19:40 CT | Dwayne De Rosario 47', 69' Chris Wondolowski 75' |       | 86' Guillermo Ramírez | Robertson Stadium, Houston Toeschouwers: 14.348 Scheidsrechter: Mauricio Mejia (MEX) |

|                        |                                            |       |                    |                                                                                       |
| 13 maart 2008 21:05 CT | CF Atlante                                 | 2 – 1 | Deportivo Saprissa | Estadio Quintana Roo, Cancún Toeschouwers: 21.897 Scheidsrechter: Carlos Batres (GUA) |
| 13 maart 2008 21:05 CT | Gabriel Pereyra 40' Christian Bermúdez 70' |       | 27' Walter Centeno | Estadio Quintana Roo, Cancún Toeschouwers: 21.897 Scheidsrechter: Carlos Batres (GUA) |

|                        |                                                                               |       |            |                                                                                         |
| 20 maart 2008 20:10 CT | Deportivo Saprissa                                                            | 3 – 0 | CF Atlante | Estadio Ricardo Saprissa, San José Toeschouwers: 23.000 Scheidsrechter: Alex Prus (USA) |
| 20 maart 2008 20:10 CT | Gerardo Castillo 19' (e.d.) Armando Alonso 40' José Omar Cervantes 67' (e.d.) |       |            | Estadio Ricardo Saprissa, San José Toeschouwers: 23.000 Scheidsrechter: Alex Prus (USA) |

|                        |            |       |            | |
| 11 maart 2008 18:15 CT | CD Motagua | 0 – 0 | CF Pachuca | Estadio Tiburcio Carias Andino, Tegucigalpa Toeschouwers: 35.846 Scheidsrechter: Elmar Rodas (GUA) |
| 11 maart 2008 18:15 CT |            |       |            | Estadio Tiburcio Carias Andino, Tegucigalpa Toeschouwers: 35.846 Scheidsrechter: Elmar Rodas (GUA) |

|                        |                 |       |            |                                                                                     |
| 19 maart 2008 21:10 CT | CF Pachuca      | 1 – 0 | CD Motagua | Estadio Hidalgo, Pachuca Toeschouwers: 33.000 Scheidsrechter: Ricardo Salazar (USA) |
| 19 maart 2008 21:10 CT | Luis Montes 43' |       |            | Estadio Hidalgo, Pachuca Toeschouwers: 33.000 Scheidsrechter: Ricardo Salazar (USA) |

|                        |                  |       |                     |                                                                                        |
| 12 maart 2008 19:10 CT | Harbour View FC  | 1 – 1 | DC United           | Harbour View Stadium, Kingston Toeschouwers: 6.985 Scheidsrechter: Philip Jordan (T&T) |
| 12 maart 2008 19:10 CT | Lovel Palmer 85' |       | 45+' Devon McTavish | Harbour View Stadium, Kingston Toeschouwers: 6.985 Scheidsrechter: Philip Jordan (T&T) |

|                        |                                                          |       |                 |                                                                                          |
| 18 maart 2008 18:40 CT | DC United                                                | 5 – 0 | Harbour View FC | RFK Stadium, Washington D.C. Toeschouwers: 12.394 Scheidsrechter: German Arredondo (MEX) |
| 18 maart 2008 18:40 CT | Devon McTavish 26', 68' Luciano Emilio 63', 66' Fred 88' |       |                 | RFK Stadium, Washington D.C. Toeschouwers: 12.394 Scheidsrechter: German Arredondo (MEX) |

### Halve finale
|              |                |       |                    |                                                                                         |
| 2 april 2008 | Houston Dynamo | 0 – 0 | Deportivo Saprissa | Robertson Stadium, Houston Toeschouwers: 10.260 Scheidsrechter: Courtney Campbell (JAM) |
| 2 april 2008 |                |       |                    | Robertson Stadium, Houston Toeschouwers: 10.260 Scheidsrechter: Courtney Campbell (JAM) |

|              |                                                       |       |                |                                                                                               |
| 9 april 2008 | Deportivo Saprissa                                    | 3 – 0 | Houston Dynamo | Estadio Ricardo Saprissa, San José Toeschouwers: 23.112 Scheidsrechter: Marco Rodríguez (MEX) |
| 9 april 2008 | Armando Alonso 33' Celso Borges 49' Jairo Arrieta 76' |       |                | Estadio Ricardo Saprissa, San José Toeschouwers: 23.112 Scheidsrechter: Marco Rodríguez (MEX) |

|              |                                 |       |           |                                                                                    |
| 1 april 2008 | CF Pachuca                      | 2 – 0 | DC United | Estadio Hidalgo, Pachuca Toeschouwers: 18.642 Scheidsrechter: Roberto Moreno (PAN) |
| 1 april 2008 | Luis Montes 63' Luis Montes 81' |       |           | Estadio Hidalgo, Pachuca Toeschouwers: 18.642 Scheidsrechter: Roberto Moreno (PAN) |

|              |                                    |       |                          |                                                                                      |
| 9 april 2008 | DC United                          | 2 – 1 | CF Pachuca               | RFK Stadium, Washington D.C. Toeschouwers: 17.329 Scheidsrechter: Joel Aguilar (ESA) |
| 9 april 2008 | Rod Dyachenko 85' Franco Niell 90' |       | 76' Damián Ariel Álvarez | RFK Stadium, Washington D.C. Toeschouwers: 17.329 Scheidsrechter: Joel Aguilar (ESA) |

### Finale
|                        |                    |           |                      |                                                                                             |
| 23 april 2008 20:30 CT | Deportivo Saprissa | 1 – 1     | CF Pachuca           | Estadio Ricardo Saprissa, San José Toeschouwers: 22.500 Scheidsrechter: Carlos Batres (GUA) |
| 23 april 2008 20:30 CT | Victor Cordero 89' | (Verslag) | 47' Luis Gabriel Rey | Estadio Ricardo Saprissa, San José Toeschouwers: 22.500 Scheidsrechter: Carlos Batres (GUA) |

|                        |                                           |       |                    |                                                                                      |
| 30 april 2008 20:30 CT | CF Pachuca                                | 2 – 1 | Deportivo Saprissa | Estadio Hidalgo, Pachuca Toeschouwers: 30.000 Scheidsrechter: Mauricio Navarro (CAN) |
| 30 april 2008 20:30 CT | Christian Giménez 2' Luis Gabriel Rey 54' |       | 90' Jairo Arrieta  | Estadio Hidalgo, Pachuca Toeschouwers: 30.000 Scheidsrechter: Mauricio Navarro (CAN) |

Champions Cup: 1962 · 1963 · 1964 · 1965 · 1967 · 1968 · 1969 · 1970 · 1971 · 1972 · 1973 · 1974 · 1975 · 1976 · 1977 · 1978 · 1979 · 1980 · 1981 · 1982 · 1983 · 1984 · 1985 · 1986 · 1987 · 1988 · 1989 · 1990 · 1991 · 1992 · 1993 · 1994 · 1995 · 1996 · 1997 · 1998 · 1999 · 2000 · 2002 · 2003 · 2004 · 2005 · 2006 · 2007 · 2008 

Champions League: 2008/09 · 2009/10 · 2010/11 · 2011/12 · 2012/13 · 2013/14 · 2014/15 · 2015/16 · 2016/17 · 2018 · 2019 · 2020 · 2021 · 2022 · 2023